# Elsie Albiin
Elsie Albiin, född 17 december 1921 i Helsingborg, död 3 april 2009 i Virum i Danmark, var en svensk skådespelare.
Albiin har medverkat i såväl svenska som engelska filmer. Hon filmdebuterade 1940 i komedin Med dej i mina armar.
Elsie Albiin hade publikframgång med filmen Klockorna i Gamla Stan 1946.
Albiin har även varit verksam under namnet Elsie Ford och var gift med engelsmannen Tony Ford. Mot slutet av livet var hon bosatt i Kongens Lyngby, strax utanför Köpenhamn, nära sina två barn.

## Filmografi
- 1940 – Med dej i mina armar
- 1940 – En sjöman till häst
- 1941 – Lärarinna på vift
- 1942 – Lyckan kommer
- 1943 – Kvinnor i fångenskap
- 1943 – Livet måste levas
- 1943 – Sonja
- 1944 – Excellensen
- 1944 – En dag skall gry
- 1945 – Brott och straff
- 1945 – Fram för lilla Märta
- 1946 – Rötägg
- 1946 – Harald Handfaste
- 1946 – Klockorna i Gamla Sta'n
- 1947 – Det kom en gäst
- 1950 – Rapture
- 1951 – Dårskapens hus
- 1952 – Han glömde henne aldrig
- 1953 – Intimate Relations
- 1953 – 36 Hours
- 1954 – What Every Woman Wants
- 1957 – Smygande skräck

## Teater

### Roller
| År   | Roll | Produktion                          | Regi        | Teater        |
| ---- | ---- | ----------------------------------- | ----------- | ------------- |
| 1944 |      | Livet är ju härligt William Saroyan | Per Knutzon | Oscarsteatern |

### Fotnoter
1. 1 2  ”Dödsfall”. Arkiverad från originalet den 18 april 2009. https://web.archive.org/web/20090418021000/http://hd.se/familj/2009/04/11/doedsfall/. Läst 24 april 2009.
2. ↑  ”Elsie Albiin”. Svensk Filmdatabas. http://www.sfi.se/sv/svensk-filmdatabas/Item/?type=PERSON&itemid=61047&ref=%2ftemplates%2fSwedishFilmSearchResult.aspx%3fid%3d1225%26epslanguage%3dsv%26searchword%3dElsie+Albiin%26type%3dPerson%26match%3dBegin%26page%3d1%26prom%3dFalse. Läst 19 september 2012.
3. ↑  Se:s filmguide: "Klockorna i Gamla Stan", Tidningen Se nr 3, 1947, sid 28. Åhlén & Åkerlunds, Stockholm 1947. Läst 7 augusti 2018.
4. ↑  ”Teaterannons”. Dagens Nyheter:  s. 26. 26 april 1944. http://arkivet.dn.se/arkivet/tidning/1944-04-26/112/24. Läst 7 februari 2016.